# La calda preda
La calda preda (La Curée) è un film del 1966 diretto da Roger Vadim.
Il cast è costituito da Jane Fonda, Michel Piccoli, Peter McEnery, Tina Aumont e Jacques Monod.
Il soggetto è basato sul romanzo La cuccagna di Émile Zola.

## Distribuzione

### Divieti
In Italia il film è stato vietato ai minori di 18 anni.